# Аранчини
Аранчини (итал. arancini — «маленькие апельсины») — блюдо сицилийской кухни. Представляет собой обжаренные или в некоторых случаях запечённые шарики из риса диаметром 8—10 см, обычно начинённые мясом, иногда вместе с моцареллой, томатным соусом и зелёным горошком. Перед готовкой, как правило, обваливаются в панировочных сухарях. Могут иметь как круглую, так и конусообразную форму (Arancini al ragù), вдохновленную вулканом Этна.
Своё название блюдо получило благодаря насыщенному жёлто-оранжевому цвету после обжаривания в масле, придающему аранчини сходство с маленькими апельсинами.

## История
Считается, что аранчини возникло на Сицилии X века, когда остров находился под властью арабов.
В городах Палермо, Сиракуза и Трапани на Сицилии аранчини — традиционная еда для праздника Санта-Лючия 13 декабря, когда хлеб и макароны не едят. Это знаменует прибытие корабля с зерном в день Святой Лючии в 1646 году, что облегчило жестокий голод.
Сегодня, с ростом популярности этого блюда в современной итальянской культуре питания, аранчини встречаются круглый год в сицилийских стрит-фудах, особенно в Палермо, Мессине и Катании.

## Вариации
Самый распространенный вид аранчини, продаваемый в сицилийских кафе, это arancini cû sucu (ит. arancini al ragù), который обычно состоит из мяса в томатном соусе, риса и моцареллы или другого сыра. Многие кафе также предлагают arancini cû burru (ит. arancini al burro), с маслом или соусом бешамель; или фирменные аранчини, такие как arancini chî funci (ит. arancini ai funghi), с грибами), arancini câ fastuca (ит. arancini al pistacchio, с фисташками), или arancini â norma (ит. arancini alla norma, с баклажанами).
В римской кухне похожим блюдом являются supplì, но, как правило, они заполнены сыром (различным способом приготовленный и наполненный). В Неаполе рисовые шарики называют pall' 'e riso. В альтернативном рецепте, зародившемся среди итальянской диаспоры в юго-восточном Техасе, аранчини фаршируются начинкой, приправленной чили.

## Особенности приготовления
Наиболее подходящими сортами риса для приготовления аранчини считаются те же сорта, которые подходят для создания ризотто. Это высококрахмалистые сорта круглозерного риса (короткозерные и среднезерные): арборио, карнароли, виалоне нано.
Рис варят таким образом, чтобы сердцевина оставалась твердой. До готовности крупа дойдет в процессе обжаривания аранчини.
Характерный желто-оранжевый цвет блюда возможен благодаря добавлению в рис шафрана.

## Аранчини в «ЭСБЕ»
Согласно «Энциклопедическому словарю Брокгауза и Ефрона» так «называются маленькие, незрелые, высушенные и засахаренные плоды померанцевого дерева, а также разрезанные на кружочки и кипяченные в сахаре померанцевые корки. Привозятся из Генуи и считаются желудочно-укрепляющим средством».